# Миза (Пушкіногорський район)
Миза (рос. Мыза) — присілок в Пушкіногорському районі Псковської області Російської Федерації.
Населення становить 0 осіб. Входить до складу муніципального утворення Велейська волость.

## Історія
Від 2015 року входить до складу муніципального утворення Велейська волость.

## Населення
| 2001 | 2002 | 2010 |
| ---- | ---- | ---- |
| 3    | →3   | ↘0   |